# Hybodus
Hybodus és un gènere extint de tauró, aparegut en el període Permià i desaparegut al Cretaci.
Arribaven a tenir una longitud de 2 metres i es creu que eren depredadors oportunistes. Posseïen algunes característiques que els fan diferents a altres espècies de taurons primitius: posseïen dos tipus diferents de dents (afilats i plànols), la qual cosa suggereix que tenien un tipus de dieta variada; la seva aleta dorsal estava equipada amb una protecció d'os.

## Taxonomia
- Hybodus houtienensis
- Hybodus butleri
- Hybodus obtusus
- Hybodus parvidens
- Hybodus rajkovichi
- Hybodus montadendis